# Ingenta
Ingenta es un proveedor de servicios para la industria editorial con sede en Oxford, Reino Unido. Entre sus clientes se incluyen tanto los académicos y comerciales de los editores, así como proveedores de información. Ingenta plc cotiza en el Alternative Investment Market (AIM) de la Bolsa de Londres bajo el acrónimo LSE: ING.
La compañía ofrece software de sistemas y servicios para la edición de libros, incluyendo los sistemas de apoyo a la infraestructura de un editor (como producción, distribución, regalías y asesoramiento editorial) y la distribución digital para los editores de productos. Su división de Publishers Communication Group se encarga de las ventas y comercialización de servicios de consultoría para los editores.
Ingenta opera principalmente desde el Reino Unido (Oxford) y Estados Unidos (Boston, Massachusetts y Somerset, Nueva Jersey), con oficinas locales en Brasil, India, China y Australia.

## Historia
La compañía se fundó en 2007 tras la fusión de Ingenta (fundada en 1998), VISTA Internacional (fundada en 1977), y Publishers Communication Group (fundada en 1990). Desde el año 2007 hasta el año 2016, y que fue conocido como la Publishing Technology.
En 2016, Ingenta compró el software de publicidad de la empresa 5fifteen.